# Tersilochus longicaudatus
Tersilochus longicaudatus là một loài tò vò trong họ Ichneumonidae.